# Ny Frankrig
Ny Frankrig (Fransk: la Nouvelle-France) er det territorium i Nordamerika, der blev koloniseret af franskmænd i 1600- til 1800-tallet. I 1534 udforskede den bretonske opdagelsesrejsende Jacques Cartier St. Lawrencefloden i håb om at finde Nordvestpassagen. Denne rejse og Giovanni da Verrazanos opdagelser for den franske konge 10 år tidligere lagde grunden til det, som senere blev kaldt Ny Frankrig.

## Oversigt
Området nåede sin største udstrækning i 1712, hvor det før Freden i Utrecht strakte sig fra Newfoundland til Superiorsøen (de Store Søer), og fra Hudson Bay til den Mexicanske Golf. På dette tidspunkt var Ny Frankrig blevet inddelt i fem selvstændige kolonier: Canada, Acadia, Hudson Bay, Newfoundland og Louisiana. I 1763 måtte Frankrig overdrage de fire førstnævnte til Storbritannien og Louisiana til Spanien efter Freden i Paris.
Frankrigs kolonisering af Nordamerika begyndte for alvor med grundlæggelsen af Port Royal i kolonien Acadia (1605). Få år senere (1608) blev Québec, der skulle blive hovedstad for den enorme, men tyndt befolkede, pelshandelskoloni, Ny Frankrig.
Gennem forskellige alliancer med lokale stammer kunne Frankrig opretholde en vis kontrol over store dele af det nordamerikanske kontinent. Befolkningstallet var lavt, og bosættelserne i Ny Frankrig var primært anlagt med pelshandel som formål. Først efter 1665, da den nye general-guvernør Jean Talon ankom, blev de nødvendige ressourcer brugt til kolonien, så befolkningstallet kunne vokse hurtigere. Befolkningen var under hele det franske styre koncentreret omkring St. Lawrencefloden, og de engelske kolonier var indtil afståelse af Ny Frankrig udviklet i langt højere grad.

## Tidlige opdagelsesrejser
Jacques Cartier gik i 1534 i land på Gaspée-halvøen og gjorde på Frans I's
vegne krav på landet. Den franske konge var dog i første omgang, og i modsætning til franske fiskere, ikke interesseret i at udnytte dette krav og etablere bosættelser i området. Fiskerne, som fiskede på bankerne ved Newfoundland, begyndte derimod at skabe kontakter til de oprindelige indbyggere i Canada, og dermed langsomt opbygge de alliancer, som senere skulle få stor betydning, da Frankrig endelig begyndte at tage landet i besiddelse. Franske handelsfolk indså også hurtigt, at området besad store naturrigdomme, særligt bæverskind blev en vigtig indtægtskilde. Den tidligste periode er kun meget lidt kendt i dag, da der ikke er efterladt mange skriftlige kilder, primært som følge af at bosættelsen hovedsagelig fandt sted på privat initiativ.

## Grundlæggelsen af Québec
I 1580’erne var de første handelskompagnier etableret. De skulle bringe pels tilbage til Europa, men de første kolonialiseringsforsøg slog fejl. Først i 1608 lykkedes det Samuel de Champlain på Henrik IV’s vegne at opbygge en levedygtig koloni i Québec. Det hårde vinterklima betød, at mange nybyggere døde i de første år efter grundlæggelsen af en koloni. I 1630 havde Québec stadig kun 100 indbyggere. Et årti senere, i 1640, var tallet nået op på 359. Champlain allierede sig hurtigt med de lokale Algonqin- og Innustammer og skabte kontakter til Huronstammen. Samtidigt opfordrede han franskmændene til at lære, hvad de kunne af de oprindelige indbyggere. De franskmænd, der levede sammen med indianerne, blev kendt som coureurs de bois, og de øgede den franske indflydelse mod syd og vest til de Store søer.
De franske kolonier i Ny Frankrig havde i 1600-tallet stadig et langt lavere befolkningstal end de engelske kolonier. Kardinal Richelieu, Ludvig XIII’s rådgiver, forsøgte at øge antallet af kolonister ved at danne et nyt kompagni i 1627, der lovede land til nybyggere som en investering i Ny Frankrig. Champlain blev udnævnt som guvernør over kolonien, og Richelieu forbød andet end katolikker at slå sig ned. Protestanter skulle konvertere, hvilket betød, at mange protestanter tog til de engelske kolonier i stedet. Der blev sendt missionærer af sted.
Indbyggerne i de engelske kolonier var på dette tidspunkt begyndt at lave indfald i St. Lawerence-dalen. I 1629 blev Québec indtaget og besat af englænderne indtil 1632. I 1634 blev en ny handelsstation oprettet ved Trois-Rivières.
Efter Champlains død i 1635 var den katolske kirke den dominerende magt i Ny Frankrig. Fra 1658 havde Québec sin egen biskop. Kirken gav i 1642 sin støtte til en gruppe nybyggere, som grundlagde Ville-Marie, hvor Montréal ligger i dag. I løbet af 1640’erne rejste jesuitiske missionærer gennem området ved de Store søer og omvendte flere af huronstammerne. Missionærerne blev som følge af deres nære forhold til Huronerne involveret i krigen mellem dem og irokeserne, de angreb gentagne gange Ville-Marie. I 1649 blev både den jesuitiske mission og huron-bosættelsen næsten udslettet.
I denne tidlige periode bestod transportvejene næsten udelukkende af floderne, da veje ikke var anlagt, og St. Lawrencefloden blev hovedfærdselsåren for kolonien. I sommertiden brugte man, også franskmændene, kanoer, og om vinteren heste eller hundetrukne slæder.
I 1665 gjorde Ludvig XIV Canada til en fransk provins og sendte en garnison til Québec. Koloniens administration blev reformeret, og der blev indsat en Generalguvernør, som var underlagt Marineminister Jean-Baptiste Colbert. Disse tiltag mindskede den magt, biskoppen af Québec hidtil havde haft siden Champlains død.
I 1666 var befolkningen nået op på 2.034 mænd og 1.181 kvinder. Som følge af den skæve kønsfordeling besluttede kongen at sende 700 unge kvinder, ’’Les filles du roi’’, til Canada, samtidigt med at ugifte blev opfordret til at indgå ægteskab med indfødte kvinder.
Trods de stadige krige med irokeserne var Canadas befolkning i 1690’erne nået på 10.000.

## Fransk Louisiana
I 1670 blev Hudson's Bay Company etableret af englænderne og opnåede hurtigt kontrollen med pelshandlen i hele området nord for det franske Canada. I stedet begyndte franskmændene at trænge mod syd og vest. René Robert Cavelier, Sieur de La Salle udforskede i 1582 Ohiodalen og Mississippidalen ned til den Mexicanske Golf. Han opkaldte hele territoriet Louisiana efter kongen, Louis XIV. Den franske kolonisering af Louisiana blev aldrig omfattende, i stedet opførte man en række forter.

## Ny Frankrig i 1700-tallet
Interessen for kolonialisme var ikke stor i den franske regering, som hellere ville koncentrere sine kræfter om at opnå dominans i Europa. Derfor var selv Ny Frankrigs centrale områder i Canada langt bagud i forhold til de britiske kolonier i Nordamerika. I 1713 (Freden i Utrecht) gav Frankrig afkald på kolonien Acadia, som blev overtaget af Storbritannien.
I 1700-tallet blev Frankrig involveret i en række krige med Storbritannien, som også rakte ud i kolonierne: Den østrigske arvefølgekrig, Syvårskrigen, den Amerikanske uafhængighedskrig, den Franske Revolution og Napoleonskrigene. Resultatet af disse krige blev, at Frankrig mistede langt størsteparten af sine daværende kolonier.
Storbritannien og Spanien overtog Ny Frankrig i 1762/1763. Den spanske del (vest for Mississippi) vendte tilbage til Frankrig i 1800 for dog kort efter i 1803 at blive solgt til USA med Louisiana-købet.

## I dag
Langt det meste af Ny Frankrig er i dag blevet selvstændige nationer. Kun de nordatlantiske øer Saint-Pierre-et-Miguelon som i dag er en officiel del af Frankrig, resterer af Frankrigs tidligere så omfattende besiddelser i Nordamerika.

## Intern henvisning
- Franske koloniimperium

## Ekstern henvisning
- Wikimedia Commons har flere filer relateret til Ny Frankrig

50°N 70°V / 50°N 70°V